# Abrams X
Abrams X — танк демонстратор технологій, презентований в жовтні 2022 року, перехідний етап між M1A2 SEPv3 та SEPv4 до танка наступного покоління армії США.

## Опис
Заявляється, що танк має зменшену вагу та безлюдну башту з новою гарматою, автоматом заряджання, туреллю з 30-мм гарматою Kongsberg Protector RS6. За рахунок гібридної силової установки потужність зможе налаштовуватись від 750 до 1500 к.с., при цьому танк споживатиме на 50 % менше палива за того ж операційного радіусу, що й серійні танки, а також отримає можливість малошумного руху на низьких швидкостях і звукове маскування. Машина оснащена камерами з 360° оглядом, комплексом активного захисту Trophy та має елементи штучного інтелекту.
Крім того, Abrams X використовує модульну конфігурацію, яка може включати покращення ситуаційної поінформованості, виявлення/попередження про загрози, контрзаходи, активний захист та інші підсистеми. Цей підхід дозволяє відносно легко застосовувати різноманітні можливості, включаючи впровадження майбутніх технологій.
Ще однією важливою зміною Abrams X є використання гібридного енергозабезпечувального комплексу (пак-а). Він використовує удосконалений дизельний двигун Cummins як основне джерело живлення. Можлива робота з додаванням електричних батарей, що працюють паралельно з основним двигуном. Електроенергія постачається у періоди коли танк стоїть «на очікуванні», працює в режимі спостереження чи знаходиться на чергуванні.
Танк у такій конфігурації, коли використовується електроенергія разом з двигуном, відповідає поточним вимогам до запасу ходу армії США, витрачаючи на 50 відсотків менше палива. Новий підхід до використання палива також сприяє зниженню загальної ваги танка.